# بارتلمی شارل ژوزف دومورتیه

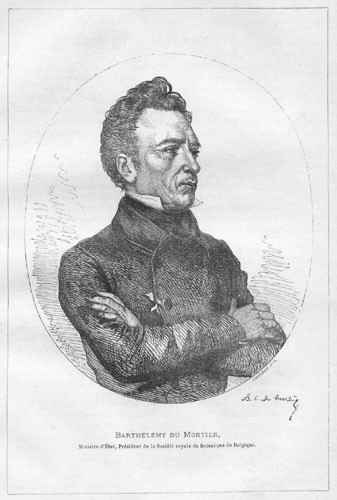

بارتلمی شارل ژوزف دومورتیه (۳ آوریل ۱۷۹۷ در تورنه - ۹ ژوئیهٔ ۱۸۷۸) گیاه‌شناس و نمایندهٔ پارلمان اهل بلژیک بود.

## زندگی‌نامه
بارتلمی دومورتیه پسر تاجر و عضو شورای شهر بارتلمی فرانسوا دومورتیه و ماریو ژان ویلومز بود. او با فیلیپین روتو ازدواج کرد و صاحب یک پسر به نام بارتلمی نوئل دومورتیه (۱۸۳۰–۱۹۱۵) شد.
در سال ۱۸۳۱ او عضو نخستین پارلمان منتخب پادشاهی جدید شد. در سال ۱۸۷۲ عنوان افتخاری وزیر دولت به او اعطا شد. همچنین به او لقب ارل اعطا شد.

## گیاه‌شناس
در اوایل دههٔ ۱۸۲۰، دومورتیه نخستین مقالهٔ خود را در زمینهٔ گیاه‌شناسی به زبان لاتین منتشر کرد. در سال ۱۸۲۷ او یک مجموعهٔ فلور ملی کامل برای بلژیک به نام Florula Belgica را منتشر کرد.
در سال ۱۸۲۹ دومورتیه به عضویت آکادمی بروکسل درآمد. او علاوه بر گیاه‌شناسی، در جانورشناسی نیز مطالعه داشت.
در سال ۱۸۳۵ دومورتیه برای نخستین بار سردهٔ Lepidozia را پیشنهاد کرد. شهرت او به‌عنوان یک گیاه‌شناس به‌قدری درخشان بود که وزارت کشور از او خواست نمایندهٔ آن در باغ گیاه‌شناسی بروکسل باشد.
نام او به دو گونهٔ گیاهی داده شده‌است:
Hemerocallis dumortieri (از Hemerocallidoideae) و Stenocereus dumortieri (از خانوادهٔ کاکتوس‌ها).
برخی او را کاشف واقعی تقسیم سلولی می‌دانند، اما این اکتشاف، به ندرت به وی نسبت داده می‌شود.

## افتخارات
- ۱۸۷۰: Grand Cordon در نشان لئوپولد.[۳]